# 廖漢臣
廖漢臣（1912年4月10日—1980年10月11日），台灣作家，筆名文爛、毓文，生於日治時期臺北廳艋舺區艋舺（今臺北市萬華區）。

## 生平
廖漢臣1920年進入老松公學校，1926年畢業。雖然教育程度僅止於基礎教育，但自學後，漢文程度與文筆皆十分流利。1933年廖漢臣擔任《新高新報》漢文記者兼日本《東亞新報》台北支局記者。同年與郭秋生創台灣文藝協會，發行《先發部隊》。廖漢臣「後來遷居台南，與莊松林、石暘睢蒐集歷史文化與民間文學」。
二二八事件以後，廖漢臣在1948年進入台灣省文獻會，專心研究台灣文獻，編纂有《台灣省通志》的「文學篇」；《台灣通志》的「氏族篇」、「藝術篇」、「文徵篇」、「藝文篇」；《台北市志》的「行政篇」；《台南縣志》的「人物篇」；《宜蘭縣志》的「語言篇」（〈林投姐〉、〈呂祖廟燒金〉、〈周成過台灣〉）、《台灣神話》、《台灣的年節》、《鄭成功》、《台灣開闢資料續集》、《鯤島爭雄記》、《廖添丁》、《謝介石與王香禪》等書。1976年廖漢臣從服務長達28年的文獻會退休，1980年去世，享年69歲。

## 作品刊載

### 在戰後的出版及刊載
出版方面，目前為止(2014/10/04)，已知的有：
- 廖漢臣/編著，《台灣的年節》，台中市：台灣省文獻委員會，1973年。
- 廖漢臣/著，〈談談台灣諺語〉，《臺灣風土文物民間知識百期紀念專集》，民間知識出版社，1956年。
- 廖漢臣/著，〈台北縣的開發〉，《台北縣文獻叢輯第一輯》，台北縣文獻委員會，1953年。

作品刊載方面，目前為止(2014/10/04)，已知的有：
- 廖漢臣以中國白話文書寫的新詩作品：〈孤苦〉、〈先發部隊序詩〉、〈賣花的少女〉，以及「短詩」二首，都收錄在李南衡主編的《日據下台灣新文學明集4：詩選集》裡。[5]

## 相關研究
- 莊永明撰，〈艋舺陋巷的可感文人〉，《台灣紀事》，台北市：時報文化，1989年。

## 外部鏈結
- 廖漢臣(毓文) （页面存档备份，存于）

### 閱讀
- 獻身臺灣文獻整理的民俗研究者：廖漢臣 - 全國新書資訊網